# 篆书
篆书，又称篆文、篆体，是古老的漢字書體，篆書指隸書以前的書體，又指大篆和小篆。

## 大篆
普遍認爲大篆在周宣王期間已经系統化，並以垂直規則出現的瘦長字體描繪，成為籀文。戰國秦又有石鼓文，古代被當作是周宣王時期的刻石。

## 小篆
小篆又称秦篆，是秦始皇统一六国后（公元前221年），向全国颁布的官方文字，当时的丞相李斯奏请始皇帝统一全国的文字，始皇帝命他主持文字的统一工作，一方面废除六国的古文以及区域用字，一方面以秦国通用的籀文（传为周宣王太史籀所造，属于大篆的一种）为基础加以简化，使之成为秦朝的官方文字，并且汉唐沿用了几百年，至漢朝时期，民间普遍盛行隶书。至此，小篆不再具有法定地位。
李斯曾編寫《倉頡篇》、中车府令赵高作《爰历篇》、太史令胡毋敬作《博学篇》，小篆为秦代通用的标准字体，选“汉·许慎《说文解字·叙》”，大約3300個小篆漢字認可名單的非現存作品。它們的形式較不長方形和更加似方形。第一本字典，《說文解字》（公元100年—121年），在540部首之下顯示9353小篆字體，是許慎在漢代的畢生事業。
三國時期，曹魏正始二年（241），以古文、小篆、隸書三種字體刻立三體石經。孫吳天璽元年（276），以篆書分別刻立天發神讖碑、禪國山碑。
后世小篆另有演化出的铁线篆。字体形式变化不大，但用笔圆活，字划细硬似铁、笔划从头至尾粗细一致，形似如线。主要是由秦代《峄山刻石》等李斯手书的碑刻中演化出来。唐代李阳冰犹善此种书法。即后世称唐代李阳冰的篆书为“铁线篆”。代表作品为《三坟记》。
踏入現代，隨著電腦出現而對傳統書法藝術帶來衝擊，電腦字庫開始收錄一些小篆的書體，学术类北师大说文小篆和商业类以書法家張永明書寫、方正集團開發的小篆體及漢儀公司開發的篆書系列為代表。

## 道教傳說
六朝道教傳說，天界所用文字及道經都是篆書，仙真或有道之士把篆書轉寫成隸書，使道經流傳世間。如東晉《太上靈寶五符序》說該經本是「科斗古書，字不可解」；東晉《元始五老赤書玉篇真文天書經》則稱天書本是「雲篆」或「祕篆文」。靈寶經上常記載了天書上的「雲篆」與經轉寫的隸字。

## 篆文与現代字体对照
- 一
- 二
- 三
- 七
- 八
- 九
- 十
- 千
- 萬
- 日
- 月
- 光
- 世
- 昔
- 今
- 天
- 山
- 川
- 雨
- 水
- 夏
- 冬
- 人
- 父
- 母
- 女
- 子
- 主
- 我
- 心
- 生
- 死
- 喪
- 弔
- 目
- 見
- 立
- 舞
- 弓
- 矢
- 犬
- 馬
- 鹿
- 牛
- 羊
- 魚
- 虫
- 高
- 大
- 小
- 食
- 豆
- 皿
- 色
- 黃
- 黑
- 要
- 到
- 止
- 在
- 有
- 無
- 不

## 其他变体
- 鸟虫文
- 九曲文

## 延伸阅读
[在维基数据编辑]
 《欽定古今圖書集成·理學彙編·字學典·篆書部》，出自陈梦雷《古今圖書集成》